# Misza Hairulin
Misza Hairulin, właśc. Michaił Chairulin (ros. Михаил Хаирулин, ur. 10 lutego 1971 w Kuźniecku) – rosyjski kontrabasista, kompozytor, kucharz oraz członek trio Hot Water Company. Szerszej publiczności znany z programu TVN Maraton uśmiechu, w którym wystąpił ze swoim zespołem instrumentalnym.

## Życiorys

### Młodość i edukacja
Misza Hairulin urodził się 10 lutego 1971 roku w Kuźniecku w obwódzie penzeńskim (ZSRR, obecna Rosja). Ukończył  Liceum Muzyczne na terenie Łotwy, w 1995 roku został absolwentem Akademii Muzycznej im. Stanisława Moniuszki w Gdańsku, w klasie kontrabasu.

## Życie prywatne
Hairulin jest mężem skrzypaczki Krystyny Steczkowskiej, szwagrem piosenkarki Justyny Steczkowskiej.

## Dyskografia

### Wraz z zespołem Hot Water Company
Minialbumy
| Rok  | Dane dot. minialbumu |
| ---- | --- |
| 2015 | Is This Sound? - Wydany: 3 października 2015 - Wytwórnia: Hot Water Company, Records DK - Format: digital download, streaming |

### Utwory muzyczne
| Rok  | Tytuł                                                  | Album      |
| ---- | ------------------------------------------------------ | ---------- |
| 2019 | „Wishes” (Jakub Rene Kosik, gościnnie: Misza Hairulin) | Windrusher |

### Utwory dla innych artystów
| Rok  | Wykonawca           | Album       | Utwór                 | Uwagi     | Źr.    |
| ---- | ------------------- | ----------- | --------------------- | --------- | ------ |
| 1997 | Justyna Steczkowska | Naga        | „Kici kici maj”       | aranżacja | [ 11 ] |
| 2009 | Justyna Steczkowska | To mój czas | „Dom (Moja Przystań)” | muzyka    | [ 12 ] |
| 2014 | Justyna Steczkowska | –           | „Terra”               | aranżacja | [ 13 ] |
| 2020 | Justyna Steczkowska | –           | „Miej odwagę”         | muzyka    | [ 14 ] |

## Filmografia

### Kompozytor
Etiudy
- 2008: Dobra Pani

Filmy
- 2007: Testosteron
- 2007: Jutro idziemy do kina
- 2003: Sloow

Seriale telewizyjne
- 2008: Kawaleria
- 2007: Mamuśki

### Obsada
Filmy
- 2016: Bodo jako muzyk
- 2007: Jutro idziemy do kina jako muzyk na balu studniówkowym
- 2004: Trzymajmy się planu jako Marian Niezłomny

Seriale telewizyjne
- 2017: Wojenne Dziewczyny jako muzyk Misza
- 2016: Bodo jako muzyk

### Prowadzący
- 2012: Godzina na poddaszu (TTV)
- 2014: Każdemu w smak! (TV Puls)[3]